# Leslie Djhone
Leslie Djhone (født 18. marts 1981 i Abidjan, Elfenbenskysten) er en fransk atletikudøver (sprinter), der var en del af det franske stafethold, der vandt guld ved både VM i Helsingfors i 2005 og EM i Göteborg i 2006. Ved EM i Göteborg vandt han desuden bronze på 400 meter distancen.